# Liste der Tourismusminister Osttimors

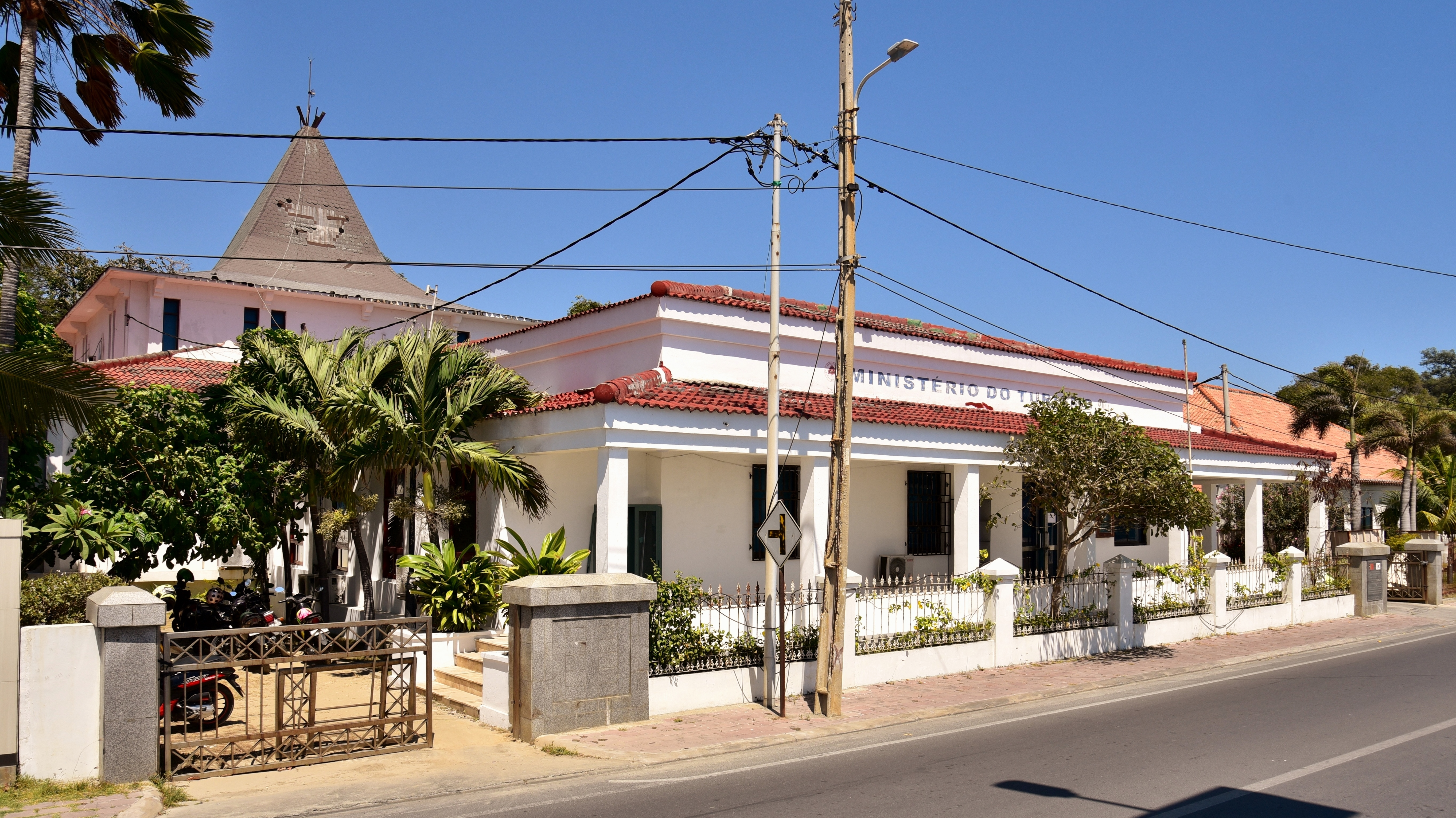
Sitz des Tourismusministeriums Osttimors in Palapaso/Dili (2023)

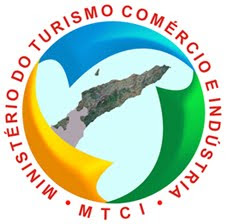
Ministerium für Tourismus, Handel und Industrie

Dies ist eine Liste der Tourismusminister Osttimors (portugiesisch Ministro do Turismo; tetum Ministru Turizmu), beziehungsweise der Minister mit Zuständigkeit für dieses Ressort. Zusätzlich werden, sofern als Amt vorgesehen, die dem Tourismusministerium untergeordneten Vizeminister und Staatssekretäre angegeben.

## Zuordnung des Ressorts
Das Ressort „Tourismus“ wurde abwechselnd als eigenständiges Ministerium oder in Verbindung mit „Handel und Industrie“, beziehungsweise Kunst und Kultur geführt. Zwischen 2005 und 2007 wurde kein Amt im Kabinett Osttimors mit „Tourismus“ als besondere Aufgabe betraut. Der aktuelle Tourismusminister Francisco Kalbuadi Lay ist auch für Umwelt zuständig und gleichzeitig stellvertretender Premierminister.

## Tourismusminister
| Tourismusminister Osttimors           | |               |                              |               |           |
| Regierung                             | Amt | Foto          | Name                         | Partei        | Amtszeit  |
| Regierung der FRETILIN/ Exilregierung | nicht besetzt                                                                                                 | nicht besetzt | nicht besetzt                | nicht besetzt | 1975–2000 |
| I UNTAET                              | nicht besetzt                                                                                                 | nicht besetzt | nicht besetzt                | nicht besetzt | 2000–2001 |
| II UNTAET                             | nicht besetzt                                                                                                 | nicht besetzt | nicht besetzt                | nicht besetzt | 2001–2002 |
| I.                                    | Minister für Entwicklung und Umwelt In Personalunion mit dem Premierminister                                  |               | Marí Bin Amude Alkatiri      | FRETILIN      | 2002–2005 |
| II.                                   | nicht besetzt                                                                                                 | nicht besetzt | nicht besetzt                | nicht besetzt | 2006–2007 |
| III.                                  | nicht besetzt                                                                                                 | nicht besetzt | nicht besetzt                | nicht besetzt | 2007      |
| IV.                                   | Minister für Tourismus, Handel und Industrie MTCI                                                             |               | Gil da Costa Alves           | ASDT          | 2007–2012 |
| V.                                    | Minister für Tourismus                                                                                        |               | Francisco Kalbuadi Lay       | CNRT          | 2012–2015 |
| VI.                                   | Minister für Tourismus, Kunst und Kultur                                                                      |               | Francisco Kalbuadi Lay       | CNRT          | 2015–2017 |
| VII.                                  | Minister für Tourismus                                                                                        |               | Manuel Vong                  |               | 2017–2018 |
| VIII.                                 | Minister für Tourismus, Handel und Industrie (kommissarisch)                                                  |               | Ágio Pereira                 | CNRT          | 2018–2020 |
| VIII.                                 | Minister für Tourismus, Handel und Industrie MTCI                                                             |               | José Lucas do Carmo da Silva | CNRT          | 2020–2023 |
| IX.                                   | Stellvertretender Premierminister, koordinierender Minister für Wirtschaft, Minister für Tourismus und Umwelt |               | Francisco Kalbuadi Lay       | CNRT          | seit 2023 |

## Vizeminister
| Vizeminister                          |                                                    |               |                 |               |                       |
| Regierung                             | Amt                                                | Foto          | Name            | Partei        | Amtszeit              |
| Regierung der FRETILIN/ Exilregierung | nicht besetzt                                      | nicht besetzt | nicht besetzt   | nicht besetzt | 1975–2000             |
| I UNTAET                              | nicht besetzt                                      | nicht besetzt | nicht besetzt   | nicht besetzt | 2000–2001             |
| II UNTAET                             | nicht besetzt                                      | nicht besetzt | nicht besetzt   | nicht besetzt | 2001 – 20. Mai 2002   |
| I.                                    | nicht besetzt                                      | nicht besetzt | nicht besetzt   | nicht besetzt | September 2002 – 2006 |
| II.                                   | nicht besetzt                                      | nicht besetzt | nicht besetzt   | nicht besetzt | 2006–2007             |
| III.                                  | nicht besetzt                                      | nicht besetzt | nicht besetzt   | nicht besetzt | 2007                  |
| IV.                                   | nicht besetzt                                      | nicht besetzt | nicht besetzt   | nicht besetzt | 2007–2012             |
| V.                                    | nicht besetzt                                      | nicht besetzt | nicht besetzt   | nicht besetzt | 2012–2015             |
| VI.                                   | nicht besetzt                                      | nicht besetzt | nicht besetzt   | nicht besetzt | 2015–2017             |
| VII.                                  | Vizeminister für Tourismus                         |               | Rui Meneses     | PD            | 2017–2018             |
| VIII.                                 | Vizeministerin für kommunalen Tourismus und Kultur |               | Inácia Teixeira | FRETILIN      | 2020–2023             |
| VII.                                  | nicht besetzt                                      | nicht besetzt | nicht besetzt   | nicht besetzt | seit 2023             |

## Staatssekretäre
| Staatssekretäre                       |                                                        |               |                               |               |                     |
| Regierung                             | Amt                                                    | Foto          | Name                          | Partei        | Amtszeit            |
| Regierung der FRETILIN/ Exilregierung | nicht besetzt                                          | nicht besetzt | nicht besetzt                 | nicht besetzt | 1975–2000           |
| I UNTAET                              | nicht besetzt                                          | nicht besetzt | nicht besetzt                 | nicht besetzt | 2000–2001           |
| II UNTAET                             | nicht besetzt                                          | nicht besetzt | nicht besetzt                 | nicht besetzt | 2001–2002           |
| I.                                    | Staatssekretär für Tourismus, Umwelt und Investitionen |               | José Teixeira                 |               | 2002– 26. Juli 2005 |
| II.                                   | nicht besetzt                                          | nicht besetzt | nicht besetzt                 | nicht besetzt | 2006–2007           |
| III.                                  | nicht besetzt                                          | nicht besetzt | nicht besetzt                 | nicht besetzt | 2007                |
| IV.                                   | nicht besetzt                                          | nicht besetzt | nicht besetzt                 | nicht besetzt | 2007–2012           |
| V.                                    | Staatssekretärin für Kunst und Kultur                  |               | Maria Isabel de Jesus Ximenes | CNRT          | 2012–2015           |
| VI.                                   | Staatssekretärin für Kunst und Kultur                  |               | Maria Isabel de Jesus Ximenes | CNRT          | 2015–2017           |
| VII.                                  | nicht besetzt                                          | nicht besetzt | nicht besetzt                 | nicht besetzt | 2017–2018           |
| VIII.                                 | nicht besetzt                                          | nicht besetzt | nicht besetzt                 | nicht besetzt | 2018–2023           |
| VII.                                  | nicht besetzt                                          | nicht besetzt | nicht besetzt                 | nicht besetzt | seit 2023           |